# 哈迪·阿拉维
哈迪·阿拉维（阿拉伯语：‎）是伊拉克的作家和思想家。以其左派思想以及对伊斯兰教的批判著称。

## 生平
1932年，哈迪·阿拉维出身于巴格达郊区卡拉达特·玛丽亚姆（Karradat Mariam）的一个贫穷但崇尚教育的什叶派家庭。1954年从巴格达大学经济系毕业。之后加入伊拉克共产党；1963年退出伊拉克共产党。1967年来到中国，在新华通讯社工作并教授阿拉伯语。在中国期间，阿拉维深入研究了道家思想和毛泽东思想并将之与伊斯兰教思想作比较。20世纪90年代定居叙利亚大马士革。1998年9月27日死于沙米医院。